# Trouville-la-Haule
Trouville-la-Haule (tʁu.vil.la.olⓘ) es una localidad y comuna francesa situada en la región de Alta Normandía, departamento de Eure, en el distrito de Bernay y cantón de Quillebeuf-sur-Seine.

## Demografía
| 553 | 571 | 601 | 623 | 676 | 646 |
| Para los censos de 1962 a 1999 la población legal corresponde a la población sin duplicidades (Fuente: INSEE [Consultar]) |     |     |     |     |     |

## Administración

### Entidades intercomunales
Trouville-la-Haule está integrada en la Communauté de communes de Quillebeuf-sur-Seine. Además forma parte de diversos sindicatos intercomunales para la prestación de diversos servicios públicos:
- S.A.E.P du Fond des Vaux;
- Syndicat de l'électricité et du gaz de l'Eure (SIEGE).

### Riesgos
La prefectura del departamento de Eure incluye la comuna en la previsión de riesgos mayores por:
- Presencia de cavidades subterráneas;
- Riesgos derivados del transporte de mercancías peligrosas;
- Riesgos de inundación.